# Pulsdefizit
Als (peripheres) Pulsdefizit bezeichnet man die Differenz zwischen der Herzfrequenz (per Auskultation (Abhören) oder EKG gemessen) und der peripher messbaren Pulsfrequenz. Grund dafür sind in der Regel Extrasystolen oder eine zu schwache Kontraktion des Herzmuskels, wie es z. B. bei Vorhofflimmern der Fall ist. Ein Pulsdefizit entsteht aber auch durch schwere Hypotonie, arterielle Durchblutungsstörungen sowie arterielle Thrombosen. 